# Cupressus
Cupressus (Chiparosul) este un gen de conifere din familia Cupressaceae.